# Quisqualis thorelii
Quisqualis thorelii là một loài thực vật có hoa trong họ Trâm bầu. Loài này được Exell miêu tả khoa học đầu tiên năm 1931.